# Wierszczyca
Wierszczyca (prononciation [vjɛrʂˈt͡ʂɨt͡sa]) est un village de la gmina de Jarczów, du powiat de Tomaszów Lubelski, dans la voïvodie de Lublin, situé dans l'est de la Pologne.
Le village compte approximativement une population de 500 habitants.

## Administration
De 1975 à 1998, le village est attaché administrativement à l'ancienne voïvodie de Zamość.

Depuis 1999, il fait partie de la nouvelle voïvodie de Lublin.